# Јасна Мердан Колар
Јасна Колар-Мердан (рођена Мердан, Мостар, 19. октобар 1956) је бивша југословенска и аустријска рукометашица, који се такмичила за репрезентацију Југославије на Олимпијским играма у Москви 1980. и у Лос Анђелесу 1984, и за репрезентацију Аустрије на Олимпијским играма у Барселони 1992.

## Спортска биографија

### Локомотива
Јасна Мердан је своју спортску каријеру започела у југословенском друголигашу Локомотива из Мостара. Са омладинским тимом Локомотиве је 1974. године освојила титулу првака Југославије. Јасна је ускоро после тога постала и чланом првог тима Локомотиве и из друголигашке конкуренције 1977. године тим из Мостара је ушао у Прву југословенску рукометну лигу. Највећи успеси са Локомотивом су били друга позиција у првенству 1982/83. и треће место у сезони 1983/84.
Јасна Мердар је у југословенској клупској каријери постигла 1.507 погодака и на другој је позицији листе „Клуба 1.000“ свих времена. Шест пута је била најбољи стрелац Југословенске женске лиге:
- 1978. године - 183 голова
- 1979. године - 168 голова
- 1980. године - 159 голова
- 1981. године - 205 голова
- 1982. године - 268 голова
- 1983. године - 264 голова

За најбољег стрелца у Европи по ревији „Рукомет“ је проглашена 1983. године, када јој је просек био 12 голова по утакмици.

### Хипобанка
После Летњих олимпијских игара у Лос Анђелесу 1984. године, Јасна добија понуду од Хипобанке из Беча да пређе у њихове редове. Хипобанка је под вођством рукометног стратега Прокопа стварала потпуно нови тим са којим је хтела да влада светским клупским рукометом. У тиму Хипобанке су се окупиле играчице из разних репрезентација света САД - Семи Џонс, Чехословачке Фолтинова, из Југославије Весна Радовић.
Са Хипобанком је Јасна 1988. године стигла у финале Купа првака а 1989. године је и освојила титулу првака Купа првака у рукомету за жене, победивши до тада неприкосновени ЖРК Спартак из Москве који је водио искусни стратег Игор Турчин.
У Аустрији Јасна Колар такође поставља голгетерске рекорде, 1986. године са 17,045 голова по утакмици постаје први стрелац аустријске лиге свих времена до тада. На 22 утакмице је дала 375 голова.

### Репрезентација

#### Југославија
Када је Јосип Самарџија дошао на чело рукометне репрезентације Југославије, Јасна Колар је постала стандардна репрезентативка.
Први велики успех је био учешће на Олимпијским играма у Москви 1980. и освојена сребрна олимпијска медаља. Затим следе успеси учешће на Светском првенству 1982. у Мађарској и освојена бронзана медаља, на овом првенству постиже 52 поготка и постаје најбољи стрелац турнира и изабрана је у најбољу седморку првенства. После тога учествује на Олимпијским играма у Лос Анђелесу 1984. и осваја златну олимпијску медаљу. На утакмици против САД Јасна постиже 17 голова што је такође био рекорд првенства. У Лос Анђелесу, Јасна Колар на пет утакмица постиже 48 голова и постаје први стрелац олимпијског рукометног турнира.

#### Аустрија
После Лос Анђелеса, Јасна Колар прелази у Аустрију и узима аустријско држављанство да би могла да игра за Аустријску репрезентацију.
Деби на великим такмичењима за Аустријску репрезентацију Јасна Колар је имала на светском првенству 1986. године у Холандији, када је заједно са Јадранком Јеж и Весном Радовић довела репрезентацију Аустрије до 12 места на свету.
Први већи успех са репрезентацијом Аустрије, Јасна бележи 1992. године када на Олимпијским играма у Барселони осваја, тада за Аустрију, високи пето место. Тада је на четири утакмице постигла 23 гола.

#### Свет
За репрезентацију света Јасна Колар је, заједно са Светланом Китић, Јадранком Јеж и Светланом Антић наступила 2. маја 1987. године, на прослави јубилеја Норвешког рукомета у Ослу.

## Признања
- По избору Међународне рукометне федерације за ИХФ играчицу године је изабрана 1990. године.
- Изабрана за другу рукометашица света свих времена 2000. године[3]
- Изабрана је за заслужног спортисту Мостара.[тражи се извор]